# Philharmostes badius
Philharmostes badius is een keversoort uit de familie Hybosoridae. De wetenschappelijke naam van de soort is voor het eerst geldig gepubliceerd in 1967 door Petrovitz.